# Igor Kornet
 (février 2022).
Si vous disposez d'ouvrages ou d'articles de référence ou si vous connaissez des sites web de qualité traitant du thème abordé ici, merci de compléter l'article en donnant les références utiles à sa vérifiabilité et en les liant à la section « Notes et références ».
Général-major Igor Alexandrovitch Kornet (en russe : Игорь Александрович Корнет, en ukrainien : Ігор Олександрович Корнет), né le 29 avril 1973, est homme politique ukrainien, ministre de l'intérieur de la république populaire de Lougansk (RPL).

## Biographie

### Origines et formation
Igor Kornet est né le 29 avril 1973,, dans la famille d'un officier de carrière de l'Armée soviétique, Alexander Kornet à Vorochilovgrad, république socialiste soviétique d'Ukraine. En 1989, il termine l'école à Halle (république démocratique allemande) au sein du groupement des forces armées soviétiques en Allemagne, après quoi il s'inscrit à l'école supérieure de commandement des missiles anti-aériens de Poltava[réf. nécessaire].

### Carrière
En 1993, il rejoint le ministère des Affaires intérieures de l'Ukraine[réf. nécessaire].

### Guerre russo-ukrainienne
Guerre en Donbas
En 2014, il combat du côté de la république populaire de Lougansk et, le 27 août 2014, devient ministre des Affaires intérieures de la RPL.
Le 20 novembre 2017, il est démis de ses fonctions par le chef de la RPL Igor Plotnitski, mais refuse de quitter son poste, continuant à travailler en tant que ministre, ignorant les ordres de la direction de la RPL et procédant à des arrestations de certains de ses représentants. Après la démission de Plotnitski (le coup d'État de 2017 à Louhansk), Igor Kornet reste ministre de l'Intérieur[réf. nécessaire].
Il est recherché dans le cadre d'une procédure pénale en vertu de la première partie de l'article 109 du Code pénal ukrainien (actions visant à modifier ou renverser par la violence l'ordre constitutionnel ou à s'emparer du pouvoir de l'État).[réf. nécessaire]

#### Invasion russe
Le 20 avril 2022, la Direction générale du renseignement du ministère de la Défense ukrainien a annoncé avoir reçu des informations selon lesquelles Kornet avait été arrêté par le Service fédéral de sécurité de la fédération de Russie et détenu à Rostov-sur-le-Don,. Selon certaines informations, le président de la RPL Leonid Passetchnik s'efforçait d'obtenir sa libération. Selon l'annonce ukrainienne, la détention de Kornet indique que le gouvernement russe entreprenait un « nettoyage » du gouvernement de la RPL, mécontent de leurs manquements lors de l'invasion de l'Ukraine par la Russie en 2022,.
Le 15 mai 2023, on apprend qu'il a été très grièvement blessé lors d'une tentative d'assassinat et qu'il serait en soins intensifs. Le 15 mai 2023, une bombe explose dans un salon de coiffure à Lougansk alors qu'Igor Kornet s'y trouve. Il est grièvement blessé.